# Высшее техническое учебное заведение
Высшее техническое учебное заведение (сокр. втуз) — высшее учебное заведение, где готовят специалистов инженерного дела.
Первые высшие технические учебные заведения появились в XVIII веке. В 1707 году был основан Чешский технический университет, который первоначально функционировал как инженерная школа. В 1745 году появился Брауншвейгский технический университет (первоначально Collegium Carolinum). В 1765 году была учреждена Фрайбергская горная академия. В России старейшим техническим вузом считается Санкт-Петербургский горный университет (1773), имевший вначале статус Горного училища. Основой для технического образования становятся ремесленные школы.
Эталоном высшего технического образования на некоторое время была учреждённая во Франции Политехническая школа (École Polytechnique, 1794).
Промышленная революция способствует широкому распространению высшего технического образования. В 1815 году в Вене появился Политехнический институт, впоследствии преобразованный в Венский технический университет. О возросшем статусе инженерного образования свидетельствует тот факт, что в России в 1819 году бывшая императорская резиденция превращается в Инженерный замок. Под инженерным делом в то время понимали преимущественно строительство переправ и фортификационных сооружений, поэтому в техническом образовании особое внимание уделялось изучению свойств веществ (химии), математике и инженерной графики. По образцу французской Политехнической школы в Германии в 1825 году учреждён Технологический институт Карлсруэ. В США появился Массачусетский технологический институт (1861). В целях форсированной модернизации Японии в 1881 году создан Токийский технологический институт. В 1882 году в Германии в Дармштадтском университете впервые начинает преподаваться электротехника.
В России в конце 1958 года был принят «Закон об укреплении связи школы с жизнью и дальнейшем развитии системы народного образования в СССР», а 30 декабря 1959 года на основе этого закона Совет Министров СССР принял Постановление № 1425 «Об организации заводов-ВТУЗов, а также промышленных предприятий и цехов при высших учебных заведениях».
В соответствии с Постановлением № 1425 и приказом № 107 министра высшего и среднего специального образования РСФСР от 8 февраля 1960 года при Московском автомобильном заводе ЗИЛ было организовано высшее учебное заведение — завод-ВТУЗ на базе филиала МАМИ. Оказание необходимой помощи заводу-ВТУЗу в первые годы его существования было поручено МАМИ. В феврале 1966 года в связи с созданием в учебном заведении соответствующей базы, приказом министра ВиССО РСФСР завод-ВТУЗ при ЗИЛе был переведён на самостоятельное управление.
В 1971 году в СССР было три самостоятельных завода-втуза: ЛМЗ-ВТУЗ при Ленинградском металлическом заводе им. 22-го съезда КПСС, Карагандинском металлургическом заводе и Московском автомобильном заводе им. И. А. Лихачёва (до 1988 года). В середине 1980-х годов в СССР были заводы-втузы: ЛМЗ-ВТУЗ при Ленинградском металлическом заводе им. 22-го съезда КПСС, втуз при Ростовском заводе сельскохозяйственного машиностроения «Ростсельмаш» и Московском автомобильном заводе им. И. А. Лихачёва. В г. Северодвинске Архангельской области существовал СевМашВТУЗ при «СевМашПредприятии» (СМП) — судостроительном заводе, специализирующемся на выпуске атомных подводных лодок. В Юрге при Юрмаше был механико-математический факультет Томского политехнического института.
В 1987—1991 годах при Норильском горно-металлургическом комбинате в организационной форме завод-втуза готовил специалистов Заполярный государственный университет имени Н. М. Федоровского.
В 2024 году Санкт-Петербургский государственный морской технический университет презентовал систему подготовки кадров для предприятий Объединённой судостроительной корпорации — систему «Завод-ВТУЗ». Система предусматривает официальное трудоустройство на предприятия оборонно-промышленного комплекса в период обучения с первого курса: Адмиралтейские верфи, Балтийский завод, Северная верфь.
Выпускники втузов, защитив дипломный проект, получали диплом единого для высшей школы образца.